# Pałac w Grąbkowie
Pałac w Grąbkowie – zabytkowy pałac we wsi Grąbkowo (województwo pomorskie).
Obiekt jest częścią zespołu pałacowego z drugiej połowy XIX w., w skład którego wchodzi jeszcze park.  Od frontu ryzalit zwieńczony trójkątnym frontonem z herbem rodziny von Livonius z królewską koroną pruską. Herb znajduje się również na kominku wewnątrz.

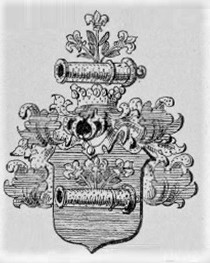
Herb von Livonius